# Хоцимски рејон
Хоцимски рејон (блр. Хоцімскі раён; рус. Хотимский райо́н) је административна јединица другог нивоа на крајњем истоку Могиљовске области у Републици Белорусији. 
Административни центар рејона је варошица Хоцимск.

## Географија
Хоцимски рејон обухвата територију површине 858,87 km² и на 19. је месту по величини у Могиљовској области. Рејон се граничи са Климавичким и Касцјуковичким рејонима Могиљовске области на западу, те са Смоленском и Брјанском облашћу Руске Федерације на истоку.
Рејон представља најисточнији део Републике Белорусије. 
Рељефом доминира река Бесед (притока Сожа) са својим притокама. 

## Историја
Рејон је основан 17. јула 1924. године.

## Демографија
Према резултатима пописа из 2009. на том подручју стално је било насељен 13.057 становника или у просеку 15,14 ст/км².
Основу популације чине Белоруси (91,96%), Руси (6,92%) и остали (1,12%).
Административно рејон је подељен на подручје варошице Хоцимск, која је уједно и административни центар рејона, и на још 8 сеоских општина. На целој територији рејона постоје укупно 93 насељена места. 

## Саобраћај
Преко територије рејона пролазе друмски правци Хоцимск—Климавичи и Хоцимск—Касцјуковичи.